# Nick Rizzuto
Nick Rizzuto (Montréal, 4 dicembre 1967 – Montréal, 28 dicembre 2009) è stato un mafioso canadese.

## Biografia
Nick, è il più grande dei tre figli di Vito Rizzuto e Giovanna Cammalleri e prende il nome dal nonno Nicolo Rizzuto.
Il 28 dicembre 2009 viene ucciso nel centro di Montréal da un killer che lo ha freddato con un'arma da fuoco, davanti a diversi testimoni. È stato sepolto in una bara d'oro.

## Influenza sui media
L'esperto di mafia Antonio Nicaso e Peter Edwards hanno pubblicato un libro sulle vicende finali del padre di Nick, Business or Blood: Mafia Boss Vito Rizzuto's Last War (2015). Successivamente è stato adattato alla serie televisiva di Bad Blood di 2017, in cui è stato ritratto da Brett Donahue.